# Hilmi Özkök
Hilmi Özkök, né le 4 août 1940 à Turgutlu, dans la province de Manisa (Turquie), est un officier turc, général depuis 1996 et chef d'état-major des Forces armées turques. Il accède à ce poste le 28 août 2002 pour quatre ans. Il est remplacé le 28 août 2006 par Yaşar Büyükanıt.

## Biographie
Hilmi Özkök naît en 1940 à Turgutlu, dans la province de Manisa. Son père est plombier et il fait face à la mort de sa mère à l'âge de trois ans.
Il entame des études au lycée militaire d'Isiklar (Işıklar) à Bursa (Turquie). Il termine ses études secondaires en 1957, et entre à l'Académie militaire turque, dont il sort diplômé en 1959, avec le grade de troisième lieutenant d'artillerie.
Il est affecté à plusieurs unités des forces armées turques, commandant notamment une batterie anti-aérienne. Il reprend ses études militaires quelques années plus tard, et sort diplômé de l'Army War College en 1972 puis du Collège de défense de l'OTAN en 1975.
En 1984, après avoir servi notamment auprès du Grand Quartier général des puissances alliées en Europe, ou SHAPE, de l'état-major des forces armées turques, il est promu général de brigade et devient chef du département de la Planification et des Opérations de l'état-major turc, jusqu'en 1986. En 1988, il devient major général, puis lieutenant général en 1992 et dirige la délégation turque au quartier général de l'OTAN à Bruxelles.
En 1996, il est promu au grade de général et commande les forces terrestres de l'OTAN en Europe du Sud. Il devient chef d'état-major adjoint des forces armées turques, poste qu'il occupe de 1998 à 1999, avant de devenir le 24e chef d'état-major de l'armée turque en 2002, poste qu'il occupera jusqu'à son remplacement en 2006 par Yaşar Büyükanıt. 
Selon le magazine Chronicle, cité par Milliyet, il aurait été victime d'une tentative d'assassinat le 3 février 2004, qui aurait échoué en raison de la forte sécurité l'entourant et d'un changement de son itinéraire. 

## Prises de position
Lors de l'invasion américaine de l'Irak en 2003, après que le Parlement a refusé de s'engager aux côtés des États-Unis, il est sous le feu des critiques émanant des deux camps. Il est critiqué par les États-Unis pour ne pas avoir assez incité les autorités turques à participer à cette opération. De l'autre côté, la presse nationaliste turque l'accuse d'être trop soumis au gouvernement.
En février 2020, il s'exprime sur les accusations selon lesquelles l'idéologie de Fethullah Gülen serait encore présente dans l'armée turque. Il se justifie en affirmant qu'elle ne violait pas la loi à l'époque où il dirigeait l'armée, et qu'elle ne justifiait donc pas un renvoi de l'armée. 